# Försvarets sjukvårdshögskola
Försvarets sjukvårdshögskola (FSjvHS) var en försvarsmaktsgemensam sjukvårdshögskola inom Försvarsmakten som verkade i olika former åren 1964–1994. Skolan var förlagd i Stockholms garnison i Stockholm.

## Historik
Försvarets sjukvårdshögskola bildades 1964 som Arméns medicinalfackskola (MedfackS) ingåendes som en del av Tygförvaltningsskolan. Den 1 mars 1970 omlokaliserades skolan till Frösunda, det efter att Tygförvaltningsskolan övertog delar av etablissement i Frösunda. Den 1 januari 1977 avskildes skolan från Tygförvaltningsskolan och bildade en egen fack- och funktionsskola, vilken dock underställdes i administrativt hänseende Livgardets dragoner. Den 1 juli 1981 fick skolan en provisorisk organisation och antog namnet Medicinalfackskolan (MedfackS). I samband med att Livgardets dragoner upplöstes som egen administrativ enhet och uppgick i Svea livgarde, överfördes Medicinalfackskolan den 1 oktober 1984 till Krigsskolan (KS), vilken den samtidigt samlokaliserades med. Den 1 juli 1986 omorganiserades skolan till Försvarets sjukvårdshögskola (FSjvHS), vilken den 1 juli 1994 uppgick i Försvarets sjukvårdscentrum.

## Verksamhet
Skolan stod för arméns, från 1986 även för försvarets, centrala befattningsutbildning av medicinala personal till försvarets krigsförband. 

## Förläggningar och övningsplatser
När skolan inrättades 1964 förlades den till Rissne där huvuddelen av Tygförvaltningsskolan var lokaliserad. När sedan Svea ingenjörregemente lämnade Solna för att omlokaliseras till Almnäs garnison utanför Södertälje, kom Tygförvaltningsskolan att överta delar av etablissement i Lilla Frösunda. Verksamheten i Lilla Frösunda verkade som ett detachement till Tygförvaltningsskolan fram till 1977. Från den 1 januari 1977 övertogs detachementet av Livgardets dragoner. Den 1 juli 1987 omlokaliserades skolan till Karlbergs slott, dock hade skolan redan den 13 maj 1987 en ceremoni vid slottet inför deras inflyttning. Skolan verkade sedan vid slottet fram till dess att den avvecklades 1994.

## Förbandschefer
Förbandschefen titulerades skolchef och hade tjänstegraden överstelöjtnant.

- 1964–1969: Överstelöjtnant Karl Wilhelm Hagelin
- 1969–1974: Överstelöjtnant Åke Thord
- 1974–1978: Överstelöjtnant Lennart Olsson
- 1978–1984: Överstelöjtnant Lars Eliasson
- 1984–1986: Överstelöjtnant Rolf Pousard
- 1986–1991: Överstelöjtnant Harald Deuschl
- 1991–1993: Överstelöjtnant Jan Rosenberg
- 1993–1994: Överstelöjtnant Oswald Wittgren [d]

## Namn, beteckning och förläggningsort
| Arméns medicinalfackskola    | 1964-??-?? | – | 1981-06-30 |
| Medicinalfackskolan          | 1981-07-01 | – | 1984-09-30 |
| Försvarets sjukvårdshögskola | 1986-07-01 | – | 1994-06-30 |

| MedfackS | 1964-??-?? | – | 1981-06-30 |
| FSjvHS   | 1986-07-01 | – | 1994-06-30 |

| Stockholms garnison/Rissne          | 1964-??-?? | – | 1970-02-28 |
| Stockholms garnison/Frösunda        | 1970-03-01 | – | 1987-06-30 |
| Stockholms garnison/Karlbergs slott | 1987-07-01 | – | 1994-06-30 |

## Galleri

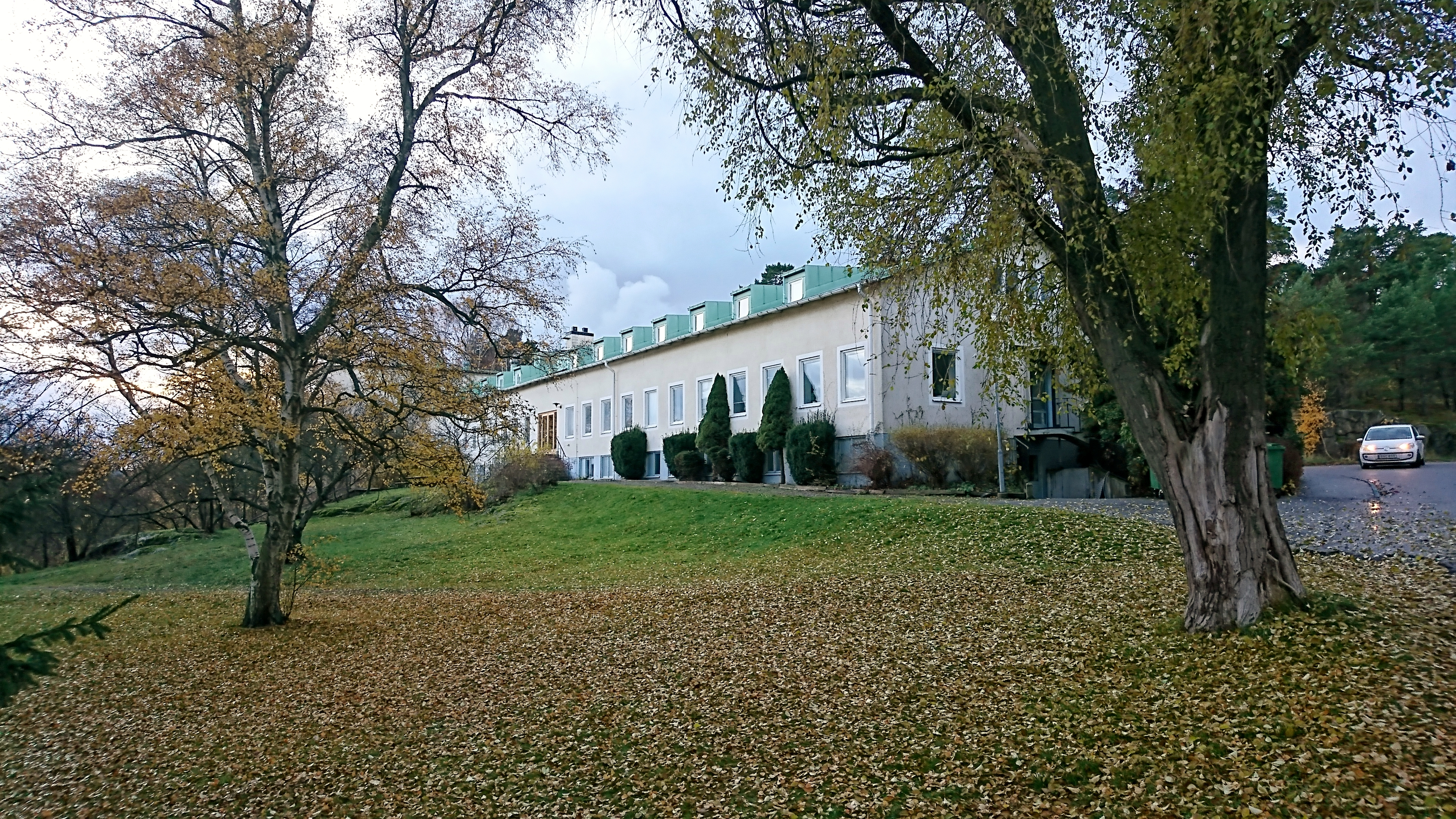
Före detta kanslihus vid Lilla Frösunda
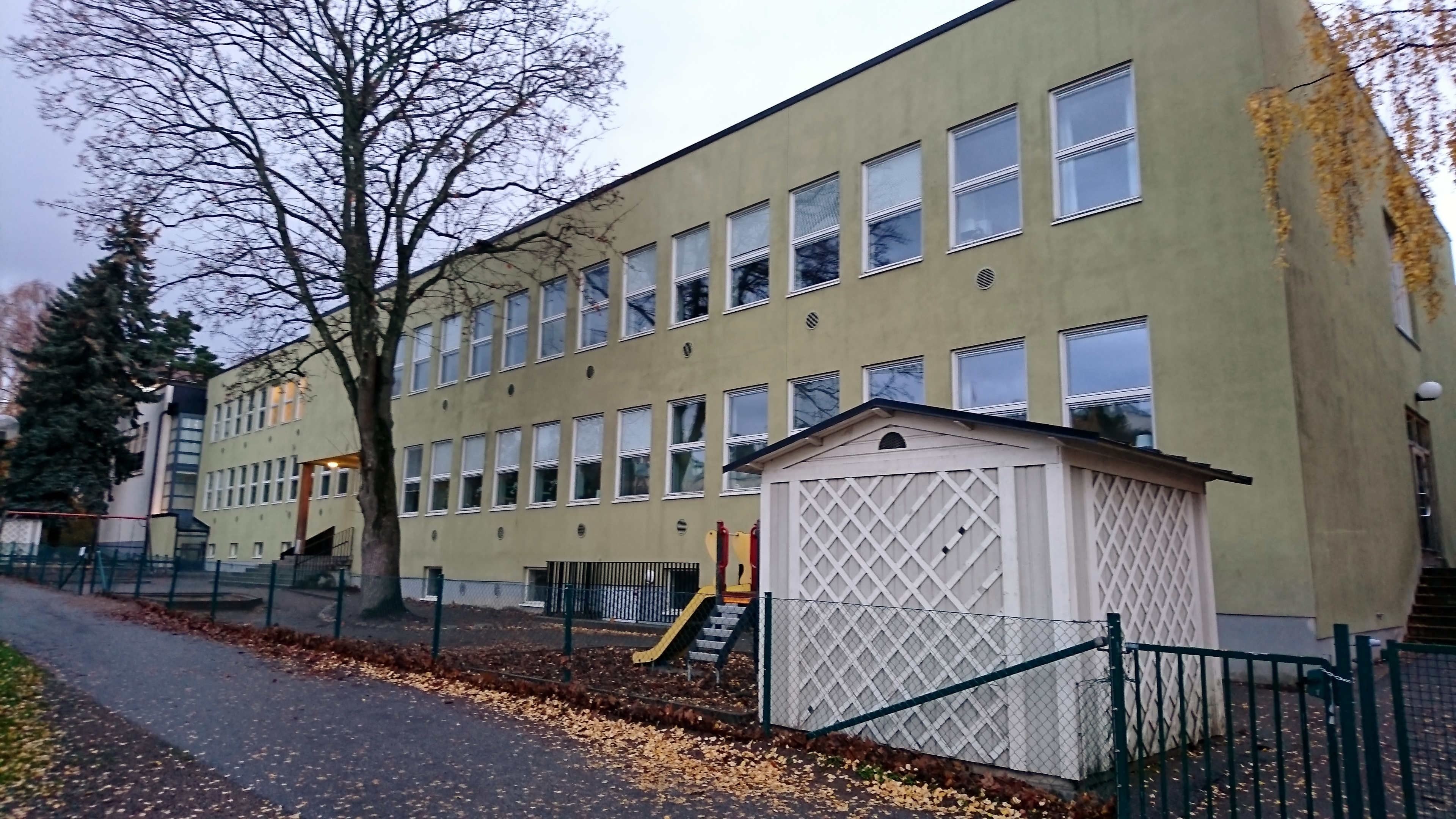
Före detta skolhus vid Lilla Frösunda
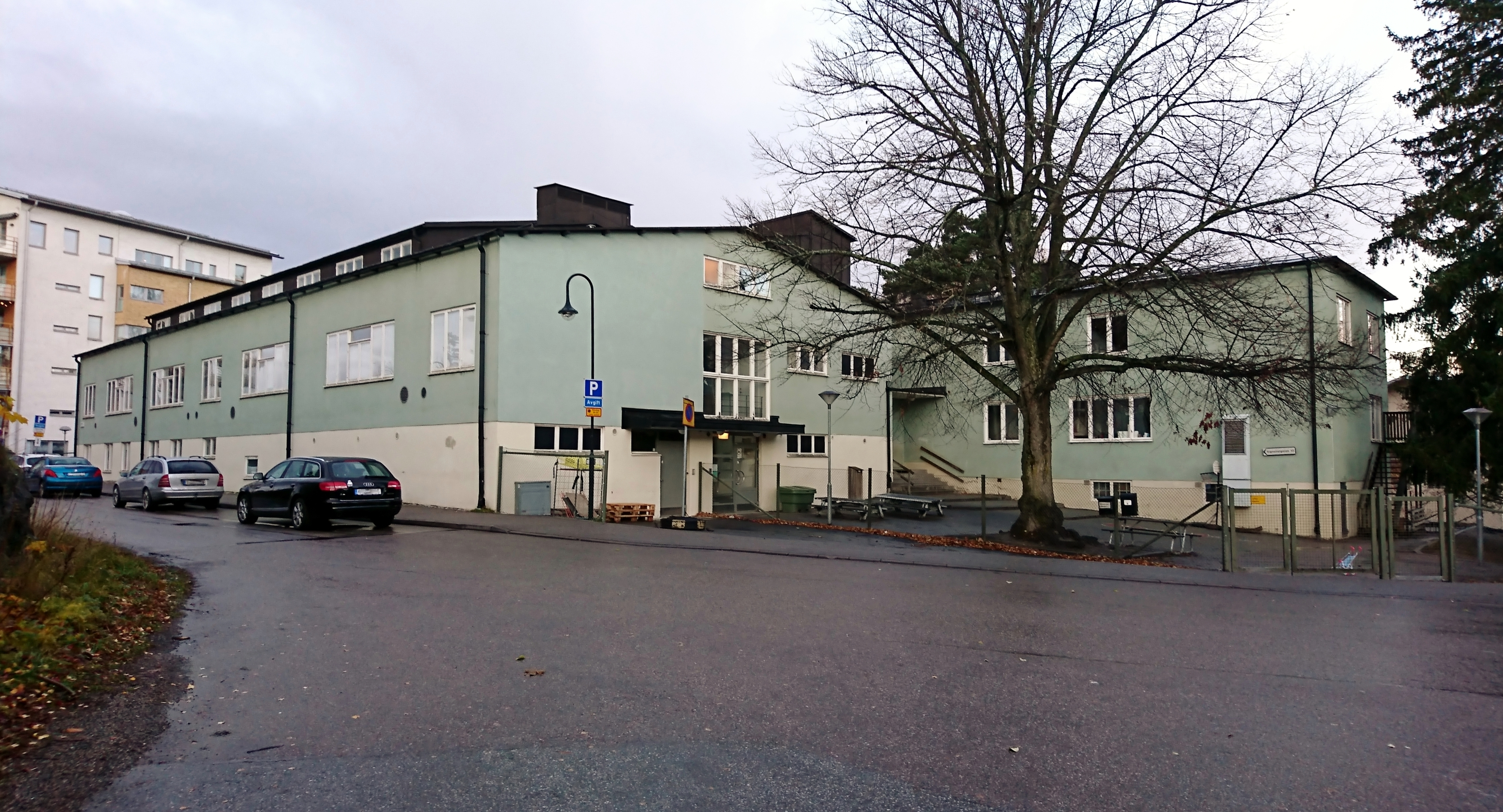
Före detta logementsbyggnad vid Lilla Frösunda
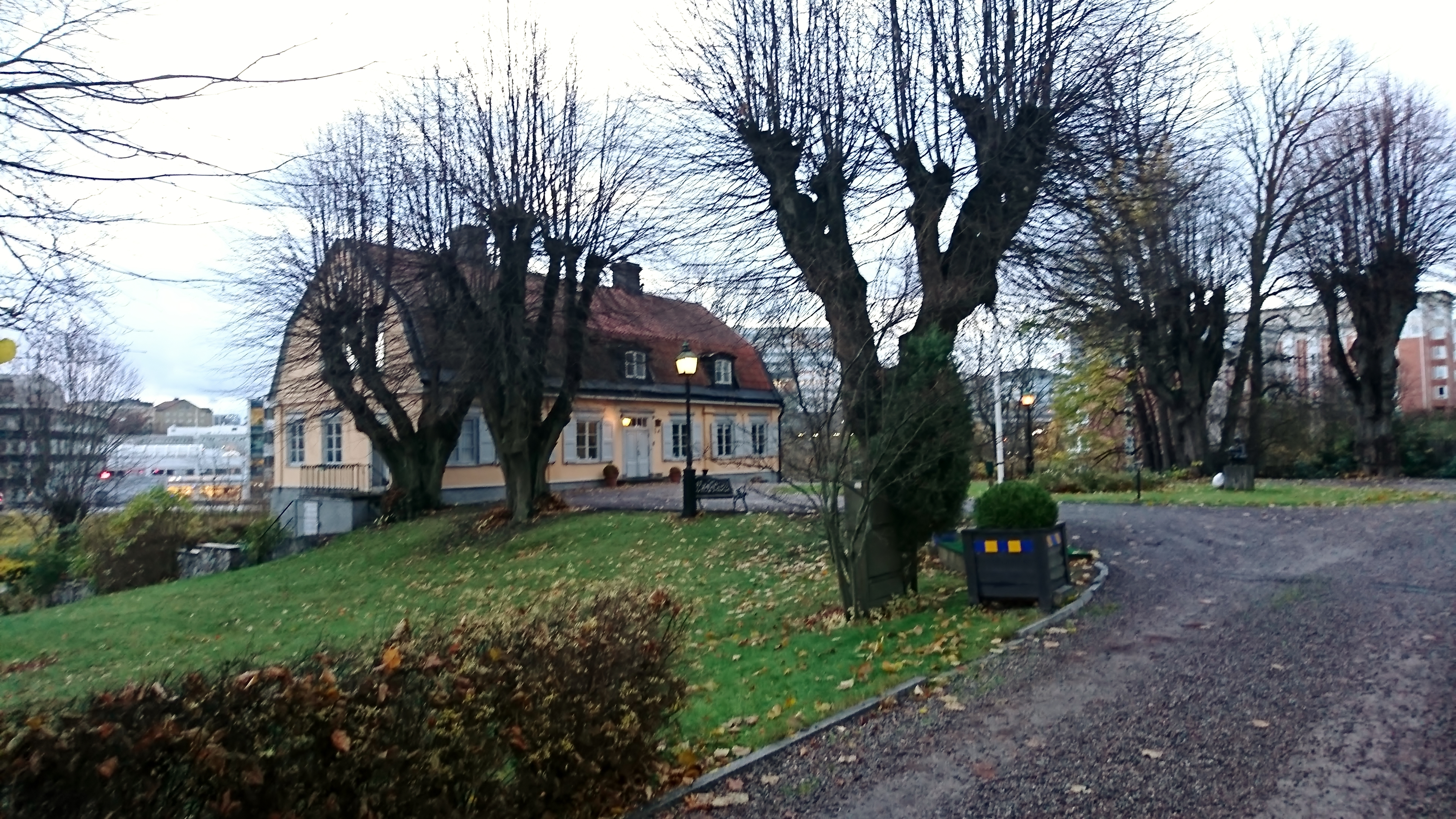
Före detta mässbyggnad vid Lilla Frösunda